# COX7B
COX7B (англ. Cytochrome c oxidase subunit 7B) – білок, який кодується однойменним геном, розташованим у людей на X-хромосомі. Довжина поліпептидного ланцюга білка становить 80 амінокислот, а молекулярна маса — 9 161.
| 10         |  | 20         |  | 30         |  | 40         |  | 50         |
| ---------- |  | ---------- |  | ---------- |  | ---------- |  | ---------- |
| MFPLVKSALN |  | RLQVRSIQQT |  | MARQSHQKRT |  | PDFHDKYGNA |  | VLASGATFCI |
| VTWTYVATQV |  | GIEWNLSPVG |  | RVTPKEWRNQ |  |            |  |            |

A: Аланін

C: Цистеїн

D: Аспарагінова кислота

E: Глутамінова кислота

F: Фенілаланін

G: Гліцин

H: Гістидин

I: Ізолейцин

K: Лізин

L: Лейцин

M: Метіонін

N: Аспарагін

P: Пролін

Q: Глутамін

R: Аргінін

S: Серин

T: Треонін

V: Валін

W: Триптофан

Локалізований у мембрані, мітохондрії, внутрішній мембрані мітохондрії.